# Zabalius
Zabalius is een geslacht van rechtvleugeligen uit de familie sabelsprinkhanen (Tettigoniidae). De wetenschappelijke naam van dit geslacht is voor het eerst geldig gepubliceerd in 1886 door Bolívar.

## Soorten
Het geslacht Zabalius omvat de volgende soorten:
- Zabalius albifasciatus Karsch, 1896
- Zabalius apicalis Bolívar, 1886
- Zabalius aridus Walker, 1869
- Zabalius centralis Beier, 1957
- Zabalius congicus Beier, 1954
- Zabalius girardi Beier, 1973
- Zabalius lineolatus Stål, 1873
- Zabalius ophthalmicus Walker, 1869
- Zabalius robustus Beier, 1954
- Zabalius verruculosus Pictet & Saussure, 1892